# Капракота
Капракота (итал. Capracotta) је насеље у Италији у округу Изернија, региону Молизе.
Према процени из 2011. у насељу је живело 872 становника. Насеље се налази на надморској висини од 1384 м.

## Становништво
| 1936. | 1951. | 1961. | 1971. | 1981. | 1991. | 2001. | 2011. |
| ----- | ----- | ----- | ----- | ----- | ----- | ----- | ----- |
| 3.934 | 3.628 | 3.201 | 2.163 | 1.612 | 1.314 | 1.122 | 950   |